# Régions de Tanzanie
La Tanzanie est divisée en 31 régions. 26 se situent sur le continent, issues de l’ancien pays du Tanganyika, les 5 dernières dans l’archipel autonome de Zanzibar, qui a succédé à l'ancien pays de Zanzibar.
Ci-dessous, les régions de la rive forment la frontière ouest du pays, sur la rive est du lac Tanganyika. Celles de la côte océanique forment la frontière est du pays, à l’ouest de l’océan Indien.
| Région                | Chef lieu    | Localisation                                     |
| --------------------- | ------------ | ------------------------------------------------ |
| Arusha                | Arusha       | frontière nord-est                               |
| Dar es Salam          | Dar es Salam | côte océanique (capitale économique du pays)     |
| Dodoma                | Dodoma       | centre                                           |
| Geita                 | Geita (en)   | centre nord-ouest                                |
| Iringa                | Iringa       | rive et centre sud-ouest                         |
| Kagera                | Bukoba       | frontière nord-ouest                             |
| Katavi                | Mpanda       |                                                  |
| Kigoma                | Kigoma       | rive                                             |
| Kilimandjaro          | Moshi        | frontière nord-est                               |
| Lindi                 | Lindi        | côte océanique                                   |
| Manyara               | Babati       | centre nord-est                                  |
| Mara                  | Musoma       | frontière nord-est                               |
| Mbeya                 | Mbeya        | rive                                             |
| Morogoro              | Morogoro     | centre sud-est                                   |
| Mtwara                | Mtwara       | côte océanique et frontière sud-est              |
| Mwanza                | Mwanza       | nord                                             |
| Njombe                | Njombe       |                                                  |
| Pwani                 | Kibaha       | côte océanique et île de Mafia (sud de Zanzibar) |
| Rukwa                 | Sumbawanga   | rive                                             |
| Ruvuma                | Songea       | rive et frontière sud-ouest                      |
| Shinyanga             | Shinyanga    | centre nord-ouest                                |
| Simiyu                | Bariadi      |                                                  |
| Singida               | Singida      | centre                                           |
| Songwe (en)           | Vwawa        | -                                                |
| Tabora                | Tabora       | centre ouest                                     |
| Tanga                 | Tanga        | côte océanique                                   |
| Pemba Nord            | Wete         | île de Pemba (nord de Zanzibar)                  |
| Pemba Sud             | Mkoani (en)  | île de Pemba (nord de Zanzibar)                  |
| Unguja Sud et Central | Koani        | île d’Unguja (centre de Zanzibar)                |
| Unguja Nord           | Mkokotoni    | île d’Unguja (centre de Zanzibar)                |
| Unguja Ville et Ouest | Zanzibar     | île d’Unguja (centre de Zanzibar)                |

Carte colorée des régions de Tanzanie

Ces régions sont à leur tour subdivisées en 184 districts ou wilaya.